# Ragana
Ragana – wiedząca. Ogólnobałtyjska nazwa wiedźmy, pierwotnie termin określający wróżkę, czarodziejkę. U Prusów bogini śmierci i przeistoczenia, wiedźma - jej święte zwierzę to ropucha.